# Mô hình xác suất dạng đồ thị
Một mô hình xác suất đồ thị là một mô hình xác suất sử dụng đồ thị để biểu diễn phụ thuộc có điều kiện giữa các biến ngẫu nhiên một cách trực quan. Mô hình đồ thị được dùng phổ biến trong nhiều ngành như xác suất (đặc biệt là xác suất bayesian) và học máy.

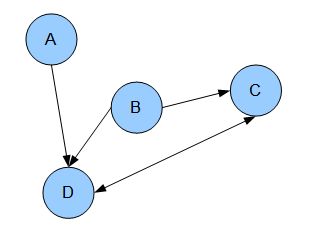
Một ví dụ về một mô hình xác suất đồ thị. Mũi tên biểu trưng cho sự phụ thuộc xác suất: D phụ thuộc lần lượt vào A, B, C; trong khi C phụ thuộc vào B, D.

## Mô tả tổng quát
Như trong lý thuyết đồ thị, đồ thị tương ứng của mô hình xác suất đồ thị bao gồm 1 tập đỉnh và 1 tập cạnh. Đặc biệt, ở đây một đỉnh biểu diễn một biến ngẫu nhiên trong khi một cạnh biểu diễn quan hệ tương quan của 2 đỉnh nối với nó (tương ứng là 2 biến ngẫu nhiên). Bằng cách này ta có thể biểu diễn một phân phối xác suất đồng thời (probability distribution) dựa theo cấu trúc của đồ thị.
Việc sử dụng này có nhiều ưu điểm, có thể kể ra như sau:
- Mô hình ngẫu nhiên có thể được biểu diễn một cách trực quan bằng hình ảnh, giúp dễ tư duy và sử dụng
- Việc nghiên cứu tính chất của mô hình có thể thực hiện qua làm việc trên đồ thị, qua đó nhiều tính toán, suy luận có thể thực hiện hiệu quả hơn nhờ vào các công cụ toán học của lý thuyết đồ thị.

Có hai nhóm mô hình xác suất đồ thị chính bao gồm: Mạng Bayes biểu diễn quan hệ tương quan có chiều (nhân quả) thông qua một đồ thị có hướng (vì thế hay còn được gọi là mô hình đồ thị có hướng) và trường Markov ngẫu nhiên chỉ biểu diễn quan hệ tương quan mà không nêu rõ quan hệ nhân quả (tương ứng còn được gọi là mô hình đồ thị vô hướng).